# Hinduizm balijski

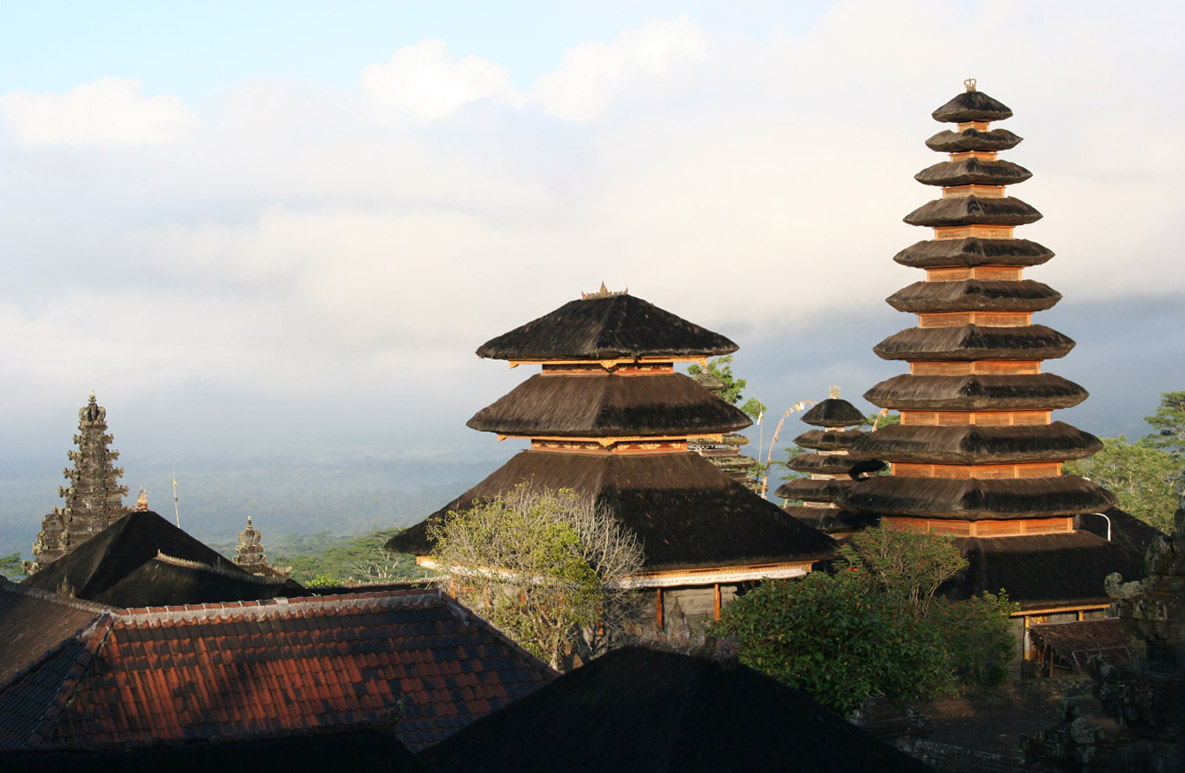
Świątynia balijska Pura Besakih

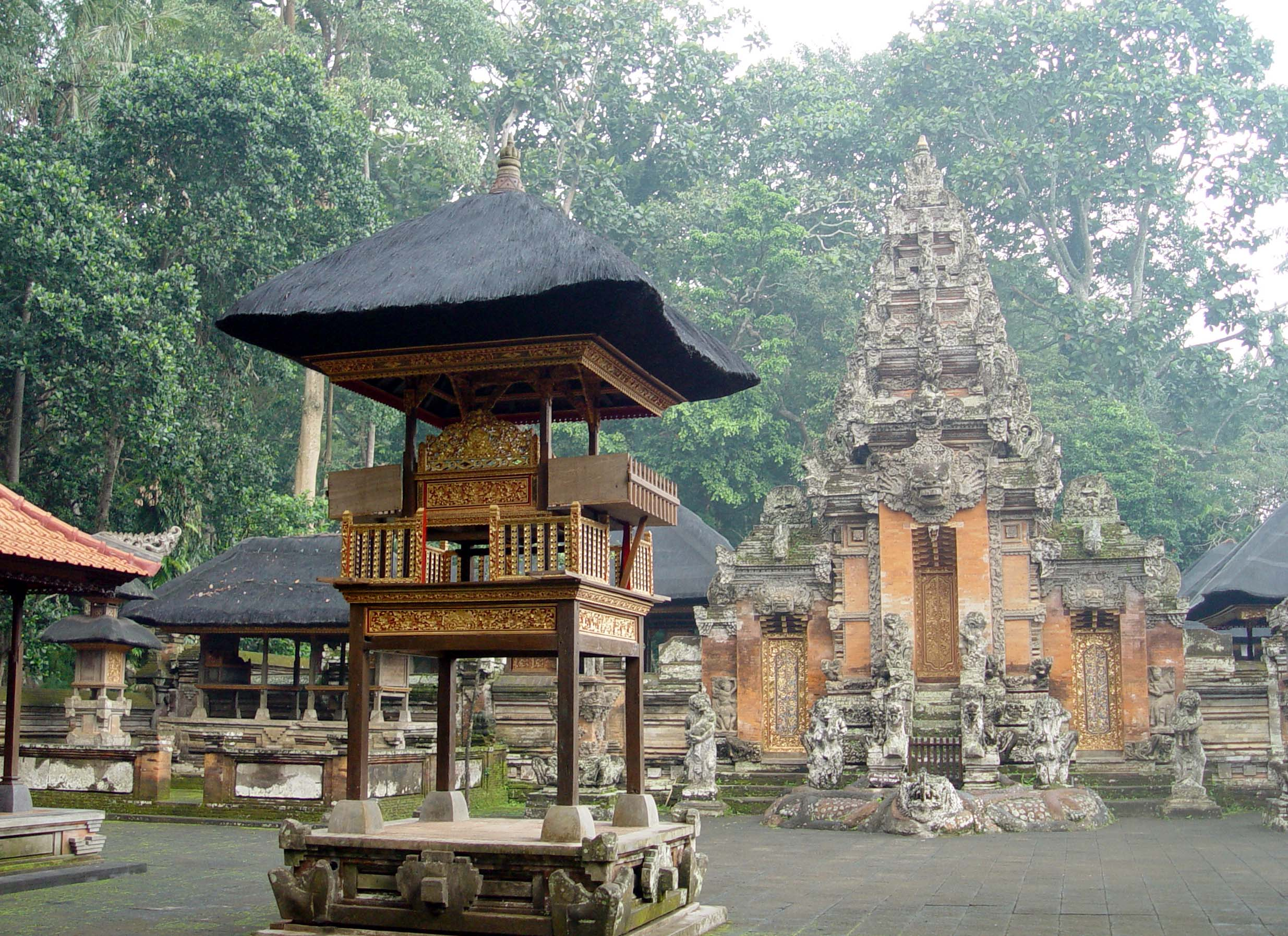
Świątynia Dalem Agung Padantegal

Hinduizm balijski (nazwa używana przez wyznawców: Agama Tirtha – z balijskego dosł. „religia świętej wody”, inne nazwy: Agama hindu dharma, Agama Hindu Bali) – odmiana hinduizmu, która zachowała się do tej pory na indonezyjskiej wyspie Bali. Wchłonęła wiele elementów buddyzmu oraz animistycznych kultów lokalnych. W porównaniu z hinduizmem indyjskim wykazuje pewne różnice: z jednej strony stosunkowo nikła percepcja pewnych idei (np. reinkarnacji), z drugiej – zachowanie pewnych elementów, które w Indiach uległy zanikowi np. kult Waruny, Dewa Baruna (boga wody), system czterech warn itd.

## Panteon balijski
Najwyższym bogiem jest Sanghyang Widy Wasa, pojmowany w sposób panteistyczny, którego manifestacjami są bogowie i boginie hinduskie, z których największą popularnością cieszy się Śiwa, następnie Dewi Sri (bogini urodzaju), Dewa Baruna (bóg morza). Poza tym czczona jest cała rzesza bóstw miejscowych, duchów gór, rzek, drzew itd.

## Kasty
Społeczeństwo balijskie podzielone jest na cztery odrębne kasty (warny), tzw. Sistem catur warna, znany ze starożytnych Indii:
- Warna Brahmana: bramini, dzielą się z kolei na cieszących się ogromnym szacunkiem pedanda, odpowiedzialnych za rytualne oczyszczenie wody potrzebnej do obrzędów, oraz na niższych rangą pemangku – składających ofiary podczas ceremonii religijnych;
- Warna Ksatrya: kasta wojowników;
- Warna Wesya: kasta kupców;
- Warna Sudra: kasta rolników.